# GlassFish
A GlassFish egy JEE specifikációval kompatibilis alkalmazásszerver, melynek fejlesztését a Sun Microsystems kezdte, majd a cég felvásárlása után az Oracle Corporation folytatta.
A GlassFish alapját a Sun által adott forráskód és a TopLink perzisztenciakezelő rendszer képezi. A servlet container kódját az Apache Tomcatből származtatták, de a skálázhatóság és a sebesség végett kiegészítették azt a Grizzly nevű komponenssel, ami Java NIO-t használ.
A GlassFish egy kettős licenccel publikált szabad szoftver: Egyrészt a Common Development and Distribution License (CDDL) másrészt a GNU General Public License (GPL) szabályai szerint terjeszthető.

## Történet
A projekt 2005. június 6-án kezdődött. Az első Java EE 5 kompatibilis verziót 2006. május 4-én adták ki.
2007. május 8-án a JavaOne konferencián a GlassFish projekt részprojektjeként hirdették meg a SailFin projektet, melynek célja a Session Initiation Protocol (SIP) beépítése a GlassFish-be 
2007. szeptember 17-én a fejlesztői közösség kiadta a GlassFish második verzióját (alias Sun Java System Application Server 9.1), ami már teljes fürtözési funkcionalitással is bír.
2009. január 21-én Sun Microsystems és a közösség kiadta a GlassFish 2.1-ját (aka Sun GlassFish Enterprise Server 2.1),amely alapjául szolgált as a Sailfin SIP AppServer project-nek (aka Sun Communication Application Server).
2009. december 10-én kiadták a GlassFish v3 verzióját. Lévén a Java EE referencia implementációja, ez volt az első alkalmazás szerver, amelyik teljesen implementálta Java EE 6 JSR 316-t. Habár a JSR 316-t csak fenntartásokkal valósította meg. Ebben a verzióban GlassFish-ba új funkciók kerültek bele, azért, hogy a Tomcat-ről GlassFish-ra való migrációt megkönnyítse. A többi új funkció a következőket foglalta magába: modularitás(GlassFish v3 Prelude már Apache Felix OSGi runtime-mal szállították), indulási idő(néhány másodperc) javítása, változás hatására azonnali telepítés ( NetBeans és Eclipse plugin-ek segítségével), valamint session megőrzés az újratelepítések során is.
2010. március 25-én, nem sokkal a Sun Microsystems felvásárlása után az Oracle közzétett fejlesztési irányelveit a következő verziókra (3.0.1, 3.1, 3.2 és 4.0) a következő problémák megoldására fókuszálva: témák feloldása fürtözés esetén, virtualizáció és a Coherence-el és más Oracle technológiákkal való integráció. Nyílt forráskódú közösség kéréseit nem vették figyelembe.
2011. február 28-án az Oracle Corporation kiadta a GlassFish v3.1-t. Ez a verzió bevezette az ssh-alapú provisioning támogatását, központi adminisztrációt, klaszterezhetőséget és terhelés elosztást. Megtartotta természetesen a támogatását mind a Web Profile-ra és a teljes Java EE 6 Platform specifikációra is.
2011. július 28-án az Oracle Corporation kiadta GlassFish v3.1.1 verzióját. Ez egy hibajavítás a GlassFish v3.1 több komponensére: (Weld, Mojarra, Jersey, EclipseLink, ...), JDK 7 támogatás, AIX támogatás stb.
2012. február 29-én az Oracle Corporation kiadta a GlassFish v3.1.2.-et. Ez a kiadás hibajavításokat és újdonságokat is tartalmazott: ilyenek voltak az adminisztrációs konzol bővítések, tranzakció helyreállítás adatbázisból ill. az új szál pool tulajdonságok bevezetése.
2012. július 17-én az Oracle Corporation kiadta a GlassFish v3.1.2.2.-et. Ez egy "mini" kiadás, amely a termékben lévő néhány speciális probléma javítását tűzte ki célul.
2013. június 12-én az Oracle Corporation kiadta GlassFish 4.0.-et. Ezzel a fő kiadással a Glassfish megkapta a Java Platform, Enterprise Edition 7 támogatást.
2014. szeptember 9-én az Oracle Corporation kiadta a GlassFish 4.1.-et. Ez a kiadás sok hibajavítást tartalmaz (több, mint 1000-et) és a CDI és a WebSockets legutolsó MR kiadását.
2015. október 7-én az Oracle Corporation kiadta a GlassFish 4.1.1-et. Ez a kiadás rengeteg hibajavítást és biztonsági javítást éppúgy tartalmaz, mint megfelelő komponensek frissítését.

## Fordítás
Ez a szócikk részben vagy egészben  a   GlassFish című angol Wikipédia-szócikk ezen változatának fordításán alapul.  Az eredeti cikk szerkesztőit annak laptörténete sorolja fel. Ez a jelzés csupán a megfogalmazás eredetét és a szerzői jogokat jelzi, nem szolgál a cikkben szereplő információk forrásmegjelöléseként.